# 野比温泉
野比温泉（のびおんせん）は、神奈川県横須賀市（旧国・相模国）野比にある温泉。1989年開業、2022年12月25日で閉館。

## 泉質
- ナトリウム - 炭酸水素冷鉱泉
- 源泉温度 - 18.6℃

## 温泉街
日帰り入浴施設「野比温泉」が営業している。久里浜から尻こすり坂を上り、野比へと下る峠道沿いにあり、近隣には緑地や住宅街が広がる。

## 歴史
1984年（昭和59年）6月19日、当地で食肉卸販売業を営む株式会社協同が食品用冷蔵庫の冷却水確保のために井戸を掘ったところ、黄褐色透明の鉱泉が湧出。その鉱泉を神奈川県温泉地学研究所に分析を依頼した結果、入浴に適した泉質であることが判明。一般の方に親しんで頂くよう　入浴施設を建設することが決定し1988年（昭和63年）11月に着工。1989年（平成元年）5月に完成。
1989年（平成元年）6月3日・4日の土曜日・日曜日は　13：00～19：00に、横須賀市民からり抽選により体験入浴を行った。横須賀同・三浦市・葉山町辺市では数少ない天然温泉で市民からは人気を呼んだ。1989年6月12日 朝9:00よりグランドオープンした。当日は月曜日にもかかわらず市外や県外からも多くの来場者で賑わった。
しかし、ボイラーやポンプなどの老朽化やコロナ禍による客足の減少により2022年12月25日で閉館することになった（同年8月に12月25日をもって閉店する旨が店頭掲示にて発表された）。

## アクセス
- 京急久里浜線 YRP野比駅より徒歩15分。
- 京急久里浜線京急久里浜駅または横須賀線（JR東日本）久里浜駅よりバス10分。
- 横浜横須賀道路佐原ICから神奈川県道27号経由で国道134号、尻こすり坂上より野比寄り200m。